# Лиризм
Лиризм — пафосно-стилевой признак (эмоциональность, сердечность, взволнованность) эстетического восприятия действительности, наиболее присущая лирическим произведениям, меньше — эпическим и драматическим, наблюдается в эссе, мемуарах, дневниках, очерках и т. д.
Лиризм в общем смысле — возвышено эмоциональное переживание любого события или явления.